# Тернбулл, Кэти
Кэти Тернбулл-Спенс (англ. Cathy Turnbull; род. 26 июня 1959 года в Реджайне, провинция Саскачеван) — канадская конькобежка, специализирующаяся в шорт-треке и  конькобежном спорте. Одна из первых спортсменок, которая внесла свой вклад в развитие шорт-трека в мире. Двукратная чемпионка мира в неофициальном зачёте, пятикратная серебряный призёр и 4-х кратная бронзовый призёр мировых первенств.

## Биография
Кэти Тернбулл начала карьеру конькобежца в 1969 году в клубе конькобежцев в г. Реджайне. В 1976-77 годах была чемпионкой среди девушек средней группы, с 1978 по 1980 года Кэти выигрывала титулы канадской старшей женской команды по шорт-треку, при этом ежегодно обновляя рекорды на всех дистанциях. В 1979 году была чемпионкой Канады среди юниоров в конькобежном спорте, а в 1980 году она выиграла чемпионат Канады среди старших. 
Также обладала национальными рекордами на 400, 600, 1000 и 1500 метров. Тернбулл была чемпионкой Северной Америки с 1978 по 1980 года, являлась обладателем североамериканских рекордов.
На международном уровне она была второй в эстафете на чемпионатах мира в Гренобле и Солихалле. В 1979 году Кэти стала чемпионкой мира в Квебеке на дистанции 1000 метров, (на которой побила мировой рекорд) и в эстафете, была второй на 500 и 1500 метров. А в общем зачёте стала также второй. И на следующий года заняла третье место в многоборье на чемпионате мира в Милане. Кэти Тернбулл была включена в спортивный зал Славы Саскачевана.

## Личная жизнь
После завершения карьеры Кэти тренировала в конькобежном клубе в провинции Альберта, вышла замуж за Оуэна Спенса, также бывшего спортсмена, который ушёл из жизни в 2008 году. У неё четверо детей Виктория (Тори), Сара, Джози и Эрик, все они участвовали в играх Британской Колумбии как летом, так и зимой. Тори и Джози занимаются триатлоном и велоспортом, а зимой конькобежным спортом, где их тренирует мать Кэти. Джози участвовала в конькобежном спорте на Олимпийских играх в Пхенчхане, где заняла 4-е место в командной гонке. Сама Тернбулл-Спенс является тренером-координатором клуба конькобежцев "Kamloops River City Racers Speed Skating Club".

## Награды
- 1994 год - внесена в зал Славы конькобежного спорта Канады
- 1997 год - внесена в Спортивный зал Славы в Саскачеване